# Леовигильд
Леовигильд (Лиувигильд; умер в 586, Толедо) — король вестготов в 568/569—586 годах. Возможно, величайший их правитель.

## Биография

### Вступление на престол
Леовигильд был братом правителя Вестготского королевства Лиувы I. В 568 или 569 году он стал соправителем брата, а когда тот в 571 или 572 году скончался, унаследовал королевский престол. Хотя Леовигильд имел от первого брака двух взрослых сыновей Герменегильда и Реккареда, он после смерти своей жены, с целью упрочить свои права на престол, женился на вдове короля Атанагильда королеве Гоисвинте.

### Обстановка в стране в начале правления Леовигильда
Леовегильд стал королём в сложное для вестготского государства время. Политическая анархия после смерти Атанагильда достигла апогея. В разных местах страны некоторые магнаты создали свои мини-государства, совершенно не считаясь с центральной властью. Со всех сторон грозили опасные враги: франки, свевы, византийцы; последние, исповедующие ортодоксальное христианство, основанное на Никейском Символе веры, находили открытых и тайных союзников в романском населении страны. Леовигильд энергично и умело взялся за защиту своего престола. Уже в начале царствования Леовигильд приступил к проведению энергичных мер, направленных на осуществление того, что можно назвать его политической программой: «Он восстановил страну готов, уменьшившуюся в результате различных мятежей, в её прежних границах». При этом он, вероятно, с самого начала стремился объединить под своей властью весь Пиренейский полуостров. Эта программа подразумевала ожесточённую борьбу, как с внутренними, так и с внешними врагами.
Для подавления мятежных магнатов и крестьянских восстаний Леовигильд опирался на королевских дружинников (букцелляриев и сайонов), а также на народное ополчение, состоявшее из свободных вестготов. За свою службу они получали от короля земельные пожалования. Королевские владения образовались из императорских доменов в центре страны и Бетике и пополнялись за счёт конфискаций у мятежных магнатов. Стремление Леовигильда увеличить значительно истощившийся вследствие этого при его предшественниках фонд королевских земель и стало одной из причин походов против Королевства свевов и византийских владений в Испании.

### Расширение границ

#### Войны с Византией
Первыми шагами нового короля стали действия против опаснейшего противника, византийцев. В 570 году Леовигильд начал войну с византийцами. Время было выбрано весьма удачно. На константинопольском престоле после смерти энергичного и способного Юстиниана I оказался его племянник Юстин II, никак не унаследовавший таланты своего дяди. Вскоре он ввязался в изнурительную войну с персами, в которой византийцы терпели поражение. Ещё важнее для западных дел оказалось вторжение лангобардов, которые в 568 году начали завоевание Италии, вытесняя оттуда византийцев. В этих условиях императорское правительство было неспособно оказать какую-либо действенную помощь своим далёким испанским владениям.
Уже в первом походе Леовигильд перешёл Бетис (совр. Гвадалквивир), однако не смог сделать ничего особенного и удовольствовался опустошением окрестностей городов Бастетания (совр. Басы) и Малацитана (совр. Малаги). Сами города он взять не смог. В 571 году ему удалось занять укрепленный город Асидона (совр. Медина-Сидония). Этот важный торговый город, приносивший значительные доходы византийской казне и, кроме того, сильнейшая крепость входящая в систему пограничных укреплений, пала в результате предательства некоего Фрамиды. Захватив этот город ночью и перебив византийских воинов, король Леовигильд вернул его под власть готов.
Ещё больший успех ожидал его в 572 году, когда он захватил важнейший город Кордуба (совр. Кордова). В VI веке Кордова восстала против готов и стала независимым городом, хотя, вероятно, и связанным союзными отношениями с византийцами. Неудачные попытки завоевать её предпринимали предшественники Леовигильда, вестготские короли Агила I и Атанагильд, но безуспешно. Кордова, как и Медина-Сидония, попала в руки вестготов ночью. Вскоре под власть Леовигильда попали крепости и города в окрестностях Кордовы; большое количество крестьян вернулось под власть готов.
Вестготская граница придвинулась к Картахене — столице византийских владений в Испании настолько, что её было видно из города. Но отсутствие флота не позволило Леовигильду завершить вытеснение византийцев из Испании. Местные византийские власти, не получая помощи из Константинополя, были вынуждены просить мира. Мир (или перемирие) был заключен в 572 году, и по его условиям вся долина Бетиса перешла под власть Леовигильда. И только прибрежная полоса осталась в руках Византии. Леовегильд мог считать свою задачу на юге выполненной. Важно было и психологическое значение этого факта: вестготы снова оказались сильнее, чем Византия, наследница Римской империи.

#### Войны на северо-западных границах
Между тем умер брат Леовигильда Лиува I — король Нарбонской Галлии (Септимании). Его земли отошли Леовигильду. После того как Леовигильд утвердился в южных землях, он обратился к Северной Испании. Фактически независимым был весь горный север Пиренейского полуострова, населённый васконами и кантабрами. В это время свевский король Миро также вступает на путь военной экспансии. Он, в частности, воевал с русконами (или рунконами), жившими в Кантабрии, и это ставило под угрозу северо-западную границу Вестготского королевства. Уже одно это заставило Леовигильда обратить особое внимание на этот регион. В 573 году Леовигильд, согласно Иоанну Бикларскому, «войдя в Сабарию, опустошил Саппос (то есть область племени саппов)». Захват Сабарии (области, вероятно, расположенной между Саморой и Саламанкой) был очевидно предпринят с целью выбить оттуда Миро. Захваченную провинцию Леовигильд передал в управление двум своим сыновьям от покойной супруги Герменегильду и Реккареду, сделав их соправителями. О взятии Сабарии упоминает также Исидор Севильский: «Сабария была завоевана целиком».
В 574 году Леовигильд, согласно Иоанну Бикларскому, «войдя в Кантабрию, уничтожил захватчиков провинции, занял Амайю, войсками своими прошёл и провинцию вернул под свою власть». Заняв Кантабрию, вестготы могли угрожать непосредственно королевству свевов в Галисии. Свевы также совершали походы в Кантабрию. Так что под «захватчиками провинции» можно предполагать свевов. Власть как свевов, так и вестготов над Кантабрией была номинальной: провинция управлялась местной знатью, собрания которой упоминаются ещё в VII веке сарагосским епископом Браулио. «Житие святого Эмилиана» говорит о предательском нападении вестготского короля. Возможно, что у кантабров существовал какой-то договор с вестготами, который король теперь коварно нарушил. Поскольку хронист Иоанн говорит о «возвращении» провинции, то можно думать, что одним из условий такого договора было формальное признание власти вестготского короля, что не мешало фактической независимости горцев. Характерно, что до этого времени никаких сведений о войнах между северными горцами и вестготами нет. Видимо, в течение многих лет обе стороны сохраняли устоявшееся существование: вестготы удовлетворялись формальным признанием их власти, а кантабры и васконы, сохраняя свою фактическую независимость, не претендовали на более низменные земли. Теперь же Леовигильд нарушил это сосуществование и огнём и мечом «разрушил» Кантабрию, то есть лишил её независимости.
Политика, направленная на расширение государственных границ, привела в 575 году к подчинению некого Аспидия, до тех пор сохранявшего независимое положение в «арегенских горах» (не поддающейся идентификации местность на северо-западе Испании). По всей видимости, он был чем-то вроде местного царька, так как Леовигильд привёз в страну вестготов и его семью, и его казну.

#### Поход против свевов и подчинение Ороспеды
Эти походы создали необходимый плацдарм для нападения уже непосредственно на государство свевов в Галисии. Уже в 576 году Миро был разбит и запросил мира. По неясным причинам Леовигильд пошёл ему навстречу и заключил временное перемирие. После разгрома Миро Свевское королевство уже не могло претендовать на ведущее положение в Испании, гегемония на Пиренейском полуострове окончательно закрепилась за вестготами, и Леовигильд пока ограничился этим. По-видимому, Леовигильд не решился нанести окончательный удар по свевам, пока в его тылу ещё оставались неподчинённые территории.
В 577 году Леовигильд вновь обратил свои взоры на юг. В пограничной полосе между вестготским государством и Византией сохраняла свою независимость местность под названием Ороспеда, располагавшаяся, вероятно, в верховьях Гвадалквивира. Леовигильд захватил эту страну, очевидно, находившуюся под управлением знати. После того, как в Ороспеду вошли войска Леовигильда, в городе вспыхнуло восстание городских низов, которое, впрочем, было с легкостью подавлено.

#### Итоги первого периода внешней политики Леовигильда
Ограничился ли Леовигильд только этими компаниями, о которых сообщает Иоанн Бикларский, или имели место ещё другие, более мелкие, не привлёкшие внимание хрониста, сказать трудно. Как бы там ни было, к 578 году своей основной цели в этом плане Леовигильд достиг. Местные самовольные магнаты были укрощены, а бывшие ещё независимыми города и области подчинены. Значительная часть побережья ещё оставалась в руках византийцев, а на северо-западе продолжало существовать Свевское королевство, но территория имперской провинции была существенно сокращена, а свевская экспансия решительно остановлена.
Вот как охарактеризовал в общих словах этот этап внешней политики Леовигильда Исидор Севильский:

«Он стал расширять королевство и обогащать казну войнами. Благодаря своей армии и сопутствующему ей успеху, он достиг великих результатов. Он захватил Кантабрию и взял Арегию. Сабария была завоевана целиком. Множество мятежных городов Испании сдалось его войскам. Он водил солдат во многие битвы и захватил многие крепости, которые затем разрушил. Наконец, Леовигильд развязал войну со свевами и с удивительной скоростью привёл их королевство под власть своего народа. Он распространил свою власть на большую часть Испании, ранее народ готов занимал лишь маленькую территорию».

### Мятеж Герменегильда

#### Раздоры в королевской семье
Завоевание территорий внутри Испании требовало сохранения в неприкосновенности франкской границы, для чего с франками надо было установить если не дружественные отношения, то хотя бы относительно мирное существование. И в 579 году Леовигильд сделал шаг, который, по его мнению, должен был обеспечить ему франкский нейтралитет: он женил своего сына Герменегильда на франкской принцессе Ингунде. Она была дочерью короля Австразии Сигиберта I и являлась также внучкой королевы Гоисвинты, так как Сигиберт был женат на Брунгильде дочери Гоисвинты и Атанагильда. Планировалась и свадьба Реккареда с дочерью короля Нейстрии Хильперика I, брата Сигиберта, которую звали Ригунта, но она не состоялась.
Брак Герменегильда и Ингунды вскоре сослужил плохую службу вестготскому королю. После прибытия Ингунды в Испанию при вестготском дворе начались раздоры. Несмотря на свой совсем ещё юный возраст, Ингунда не только отказалась переходить в арианство, но и пыталась обратить Герменегильда в ортодоксально-никейскую веру. В спорах, разразившихся после этого в недрах королевской семьи, роковую роль сыграла королева Гоисвинта, фанатичная арианка. Чтобы как-то разрешить возникший конфликт, Леовигильд выделил своему старшему сыну часть провинции Бетика с главным городом Севильей и поставил там его в качестве самостоятельного правителя.

#### Начало мятежа
Попав на юг, Герменегильд оказался в гуще новых интриг. Местная знать, сравнительно недавно подчинённая вестготскими королями, по-видимому, надеялась на восстановление прежней независимости. Духовным лидером этой группы знати являлся епископ Севильи Леандр, родственник Герменегильда. В том же 579 или в следующем году Герменегильд перешёл в ортодоксально-никейское вероисповедание, приняв при крещении имя Иоанн, причём крестил его сам Леандр. Герменегильд провозгласил себя королём, избрав своей столицей Севилью.
Как уже говорилось, Герменегильд и Реккаред официально являлись соправителями отца, но формально королевского титула явно не имели. Провозгласив себя полновластным королём и даже начав чеканить собственную монету, Герменегильд бросил прямой вызов Леовигильду. На своей монете он не только называет себя королём, но и прибавляет A DEO VITA («спасением Божьим»). Таким образом, мятеж ставился под покровительство Бога. Герменегильд явно претендовал на роль знаменосца ортодоксально-никейской веры в борьбе с господствующим арианством.
Раздувание конфессиональных противоречий повергло вестготское государство в жестокий кризис. Если до сих пор вся логика развития вела к сближению и даже слиянию римлян и готов, то теперь над ними явственно нависла угроза конфронтации. Позиция Герменегильда, отчётливо выражается в надписи от 580 года из Алькалы-де-Гвадаиры (провинция Севилья): «Во втором году правления нашего господина, короля Герменегильда, которого преследует его отец, король Леовигильд». Впрочем, призыв мятежника к последователям ортодоксального христианства проявить солидарность со своим новым единоверцем не нашёл заметного отклика. Как современник этих событий Иоанн Бикларский, так и писавший несколько десятилетий спустя Исидор Севильский квалифицируют действия Герменегильда, как мятеж. Иоанн Бикларский, писавший в последнее десятилетие VI века, осуждает мятеж своего единоверца-ортодокса Герменегильда, так как это восстание «причинило готам и римлянам больше вреда, чем вражеское нашествие». Очень мало сторонников Герменегильд нашёл и среди ортодоксального епископата. Его поддерживал Леандр Севильский, в то время как Масона Меридский, гот по происхождению, занял выжидательную позицию. То, что позднее Герменегильда стали почитать как мученика, следует считать результатом позднего переосмысления, совершившегося под воздействием антиортодоксальной политики Леовигильда.
Герменегильд активно искал союзников. Он заключил соглашение с византийцами, которым, по-видимому, передал Кордову. Свою помощь предложил и король свевов Миро. Скорее всего, существовали также какие-то связи с франкскими родичами Ингунды. Так, в поддержку Герменегильда выступил Гунтрамн, король Бургундии, в то время как Хильперик I, из-за своих разногласий с Гунтрамном, поддержал Леовигильда.

#### Поход против васконов
Сам Леовигильд, надеясь на полюбовное примирение, поначалу не предпринимал никаких действий. В 581 году он пошёл походом на васконов, возможно, также вступивших в союзные отношения с Герменегильдом. В итоге часть их территории была завоевана Леовигильдом; чтобы укрепиться на этих землях, Леовигильд основал «город Победы» — Викториакум (ныне Витория). Именно в 581 году и в несколько более позднее время впервые отмечается наличие васконов к северу от Пиренеев: сначала с ними неудачно сражался герцог Хильперика Бладаст, а немногим позже другой герцог — Австровальд — не смог помешать их грабежам. Исследователи связывают появление васконов на территории Франкского королевства с уходом под давлением войск Леовигильда части этого народа за Пиренеи. Разгромив васконов и заставив их признать свою власть, Леовигильд на какое-то время сумел этим походом предотвратить возможный удар с севера во время войны на юге.

#### Подавление мятежа
Только в 582 году Леовигильд двинулся против своего сына. Взяв Мериду, он отрезал Бетику от свевского королевства. Это, конечно же, ухудшило шансы Герменегильда. Неудачной оказалась и попытка заручиться византийской помощью. Отправленное в Константинополь посольство во главе с севильским епископом Леандром закончилось ничем; византийское правительство в тот момент не могло оказать никакой реальной помощи своему испанскому единоверцу, хотя такая помощь явно соответствовала бы политике империи. Герменегильд, таким образом, остался без реальных союзников. Силы же местной знати и городов, поддержавших мятежного принца, были, по-видимому, очень подорваны опустошением Бетики в 570—572 годах. Всё это в огромной степени уменьшило шансы Герменегильда на успех.
Осада Севильи длилась свыше года. В 583 году свевский король Миро решил воспользоваться обстоятельствами и двинулся с войсками в Южную Испанию. Но там он был разбит и погиб. Теперь у Герменегильда не осталось никаких надежд на внешнюю помощь. Он с женой и младенцем сыном бежал в Кордову, под защиту византийских войск, надеясь, видимо, что в таких условиях византийцы должны будут оказать ему помощь. Севилья же попала в руки Леовигильда. В следующем 584 году настала очередь Кордовы. Леовигильд подкупил византийского губернатора, и тот за огромную сумму в 30 тысяч солидов отказался помогать Герменегильду. Кордова была взята королевской армией. Герменегильд укрылся в церкви; и покинул её, только получив обещание, что его жизни ничто не угрожает. Его же жена Ингунда и малолетний сын Атанагильд ушли вместе с византийцами и отправились в Константинополь. Германегильд был пленён в начале 584 года (самое позднее в начале марта, так как вестготское посольство, проезжавшее через Тур на Пасху 2 апреля 584 года, ехало для решения проблем, связанных с пленением Германегильда и захватом византийцами Ингунды и её сына). Германегильд был официально лишён своего титула, с него, по старому германскому обычаю, сорвали одежду и одели в рубище, и лишь с одним слугой отправили в изгнание. Сначала он был сослан в Валенсию, а позднее в Таррагону, где на Пасху 24 марта 585 года его убил некий Сисеберт — то ли по собственной инициативе, то ли по тайному поручению короля. Ингунда осталась в руках византийцев и по пути в Константинополь умерла в Африке, где и была похоронена. Маленький Атанагильд благополучно был доставлен в столицу Византии, где содержался императором в качестве почётного заложника, несмотря на многочисленные просьбы его бабки королевы франков Брунгильды отдать его ей.

### Церковная политика Леовигильда

#### Арианский церковный собор в Толедо
Восстание Герменегильда показало, что конфессиональные различия могут стать взрывоопасной смесью, угрожающей взорвать политическое благополучие страны. На основании горького опыта Леовигильд предпринял рискованную попытку привести к единому знаменателю и эту сферу государственной жизни. Леовигильд прекрасно понимал, что слиянию римского и вестготского населения в единую массу подданных короля в огромной степени препятствует религиозная рознь. Единому государству должна была соответствовать и единая государственная религия. Для этого было необходимо отказаться от устоявшегося представления, что ортодоксально-никейская конфессия — это римская вера, а арианство — готская. Ещё важнее были, пожалуй, политические обстоятельства. Под флагом ортодоксально-никейской веры поднял свой мятеж Герменегильд, получив поддержку ортодоксального населения Южной Испании. Если не военную, то моральную и политическую, поддержку мятежному принцу оказали византийские власти в Испании. Ортодоксами к тому времени были и свевы, с которыми вестготы вели борьбу и подчинение которых поставил своей целью Леовигильд. Одним словом, ортодоксально-никейская вера стала духовным знаменем всех антилеовигильдовских сил. В этой ситуации Леовигильд сделал ставку на привычное арианство. Именно христианство в его арианском варианте должно было, по мысли Леовигильда, стать государственной религией его королевства.
С этой целью в 580 году, сразу же после начала восстания Герменегильда, в Толедо состоялся арианский собор (первое и единственное собрание подобного рода в королевстве вестготов), на котором речь шла о том, чтобы «обратить римлян в арианскую ересь». Чтобы облегчить этот процесс, арианские епископы заявили о своём отказе от обряда повторного крещения, до сих пор являвшегося неотъемлемой частью обращения, и тем самым о своём признании ортодоксально-никейского таинства крещения. Кроме того, Леовигильд ввёл почитание реликвий и мучеников, опять же до тех пор неизвестное арианской церкви. Видимое сближение с ортодоксальной позицией произошло и в догматическом аспекте. Леовигильд считал оправданным называть Христа равным Отцу, в то время как до него Сын признавался лишь подобным Ему. Сама арианская догма не была существенно потревожена этой уступкой, но и такими, в сущности, маловажными терминологическими изменениями можно было облегчить обращение ортодоксов-никейцев. Желая подчеркнуть отсутствие непреодолимых преград между двумя ветвями христианства Леовигильд даже молился в ортодоксально-никейских церквах и у могил мучеников.

#### Гонения на христиан-ортодоксов
По свидетельству Григория Турского, при Леовигильде «проводились сильные гонения на христиан-ортодоксов со стороны вестготов-ариан. Многие были обречены на изгнание, лишены имущества, истощены голодом, посажены в тюрьму, подвергнуты избиению и погибли от различных наказаний. Зачинщицей же этих преследований была Гоисвинта, на которой, после её первого брака с королём Атанагильдом, женился король Леовигильд. Но та, которая клеймила позором рабов Божиих, сама была заклеймена Божьей карой перед всем народом. Ибо закрывшее один её глаз бельмо лишило его света, которого лишен был и её ум». Исидор Севильский также упоминал о гонениях при этом короле: «Переполненный безумием арианского заблуждения, Леовигильд начал преследование христиан-ортодоксов, сослал епископов, отнял доходы и привилегии у церкви. Этими ужасными деяниями он заставил многих подхватить арианскую заразу».
Со времен Эйриха ни один вестготский король не чинил серьёзных препятствий ортодоксальной церкви. Поводом для антиортодоксальной политики Леовигильда, в корне отличавшейся своими мотивами, целями и методами от политики Эйриха, послужил мятеж Герменегильда, ярко осветивший существующую конфессиональную проблематику. Леовигильд стремился к конфессиональному объединению всех граждан на почве арианства; его образ действий был жестче приемов Эйриха, но нельзя говорить и о религиозных гонениях. Он использовал уговоры, вознаграждения и угрозы, а в чрезвычайных случаях прибегал к ссылке. Масоне Меридскому, Иоанну Бикларскому, Нитигисию из Луго и некоторым другим приверженцам Никейского Символа веры были в принудительном порядке указаны новые места жительства. Арианской церкви были дарованы все мыслимые преимущества. Так, ариане получили в своё владение множество ортодоксальных церквей в Мериде. Религиозные дискуссии, излюбленное средство арианской пропаганды, должны были публично демонстрировать превосходство этой конфессии. Гибкая тактика Леовигильда в религиозных вопросах оказалась довольно удачной. В арианство перешёл даже один ортодоксальный епископ, Винцентий Сарагосский. Впрочем, остальной епископат остался на своих позициях, тем более что Леовигильд не возражал против назначений на вакантные епископские кафедры. Тем не менее, религиозная политика Леовигильда, продлись она дольше, вряд ли принесла бы существенные результаты, ввиду внутренней силы сопротивления ортодоксальной церкви. Смерть короля в 586 году положила конец его церковной деятельности, в конечном успехе которой он, по-видимому, сомневался и сам, о чём позволяет судить возвращение Масоны в Мериду. Григорий Турский даже утверждает, что Леовигильд перед смертью принял ортодоксальное христианство. Испанские авторы, однако, об этом молчат.

### Внутренняя политика

#### Придание пышности королевской власти
Эти военные успехи дали Леовигильду основание и для укрепления королевской власти внутри страны. Целью Леовигильда было создание мощного государства с сильной королевской властью. Образцом такого государства во многом служила Византия. И Леовигильд, по-видимому, чувствовал себя в какой-то степени наследником империи на Западе. Подражая империи и императору, Леовигильд стремился создать государство имперского типа, противопоставленное старому германскому, основанное на сильной королевской власти в противоположность своеволию старой племенной аристократии. И к этой цели Леовигильд шёл твёрдо и последовательно, даже если те или иные конкретные шаги определялись сложившимися обстоятельствами. Вестготское королевство должно было напоминать империю как по внутреннему содержанию, так и по внешнему облику. Следуя византийскому образцу, Леовигильд первым из вестготских королей стал надевать специальную королевскую одежду и носить корону, установил пышный дворцовый церемониал. До этого акта вестготские короли ничем от своего окружения не отличались. Теперь уже один только внешний вид короля резко отделял его от всех своих подданных. Как отмечает Исидор Севильский Леовигильд «первым сел на трон в королевских одеяниях; ибо прежде правители носили те же одежды и сидели на тех же сидениях, что и остальной народ». Это не только было подражанием императору, но и стало знаком разрыва со старыми германскими традициями.
«Империализация» королевской власти не означала, что вестготский король отныне притязал на всемирное господство. Леовигильд и его преемники считали себя независимыми правителями, «императорами в своей стране». В этом заключается их основополагающее отличие от византийских государей.

#### Борьба с магнатами
Своей цели Леовигильд добивался всеми средствами, не останавливаясь перед самыми кровавыми. Исидор Севильский пишет, что «Леовигильд был безжалостен к некоторым из своих людей, если он видел кого-то выдающегося знатностью и могуществом, то либо обезглавливал его, либо отправлял в ссылку. Он был первым, кто увеличил поборы и первым, кто наполнил казну, грабя граждан и обирая врагов.» Ему вторит Григорий Турский — «он убил всех тех, кто обычно умерщвлял королей, не оставив из них никого, „мочащегося к стене“ (то есть всё мужское потомство аристократии).» При всём преувеличении, допускаемом ортодоксально-никейскими писателями, ненавидевшими арианского короля, преследующего ортодоксов-никейцев, определённую долю истины в этих высказываниях отрицать нельзя. Таким образом, опираясь на низшие классы народа, он сумел в значительной степени сократить могущество местных готских магнатов, опасных врагов королевской власти. Сопротивлявшихся он казнил; имущество их переходило в собственность короля, вследствие чего и финансовое положение страны стало поправляться.

#### Признание Толедо столицей Вестготского государства
Важным шагом Леовигильда стало создание новой столицы Вестготского королевства. После падения Тулузы у вестготов не было постоянной столицы. Гезалех бежал в Барселону, Амаларих предпочитал Нарбонну, Теудис вновь удалился в Испанию и был убит в Севильи. Короли со своим двором переезжали с места на место по мере надобности. Атанагильд предпочитал Толедо, где он и умер, но его предпочтение не выделяло этот город среди других городов страны. Леовигильд же решил создать настоящую столицу, подобно Константинополю. Он избрал тот же Толедо. Этот город был расположен почти в самом центре Пиренейского полуострова и становился таким образом символом объединения полуострова вокруг особы короля, а кроме того, дорогами был связан с различными районами Испании. Хотя Толедо существовал давно, большой роли он не играл. Так что в Толедо не было долгой и прочной традиции римского городского управления и вообще римских традиций. Не было в нём и традиций интриг среди самих вестготов. Это позволяло вестготскому королю чувствовать себя там более свободно.
Леовигильд сделал этот город постоянной столицей, местоприбыванием двора и центральных учреждений. Возможно в Толедо был построен королевский дворец. Используя, как кажется, опять же византийский образец, король создал в Толедо относительно разветвлённое дворцовое ведомство, игравшее роль правительства государства под руководством короля. С этого времени можно с полным правом говорить о существовании Толедского королевства.

#### Основание Рекополиса и Викториака
В 578 году во внутренних областях Испании король основал город, названный в честь его второго сына Реккополисом. Для жителей нового города король установил привилегии. Это событие было столь важным для вестготского короля, что оно было отмечено выпуском специальной монеты. Реккополис, основанный на месте небольшого поселения, создавался как один из самых больших городов Испании того времени; он занимал площадь в 30 га, в то время как, например, столица Толедо имела всего 5 га. Хорошо укреплённый город располагался на холме, и в самой высокой части этого холма, доминируя над окружающим пространством, находился дворцовый комплекс с базиликой в византийском стиле. Может быть, этот город должен был стать резиденцией Реккареда.
Через три года после победы над васконами в подчинённой области был основан город Викториак. За основу его названия Леовигильд берёт латинское слово Victoria (Победа). Этот город был уже гораздо меньше и его цель была, вероятно, лишь чисто военная. Наряду с захваченным кантабрским укреплением Амайя, этот город становился опорным пунктом для борьбы с северными горцами. Рекополис и Викториак были первыми городами созданными варварами на территории бывшей Западной Римской империи. Основание городов относилось к важнейшим задачам императора. И здесь заметно стремление встать на одну ступень с императором.

#### Монетная реформа
Дальнейшим шагом на пути присвоения императорских прерогатив можно считать тот факт, что Леовигильд первым из вестготских королей приказал чеканить золотые монеты со своим именем и изображением. Хотя вестготы чеканили монету начиная с V века, но на золотых ставилось имя и изображение тогдашнего императора. Приблизительно до 575 года Леовигильд также имитировал византийские монеты и выпускал их с именем Юстина II. После короткого переходного периода, когда надписи на монетах сознательно делались нечитаемыми (так называемый «обманный шрифт»), Леовигильд перешёл к чеканке собственных монет. При этом он и его преемники употребляли эпитеты, заимствованные из титулов римских императоров (например, PIVS — «благочестивый», FELIX — «счастливый», INCLITVS — «прославленный», IVSTVS — «справедливый» и VICTOR — «победитель»). В монетном деле Леовигильд вернулся к римскому образцу, долгое время остававшемуся без употребления. Он приказывал запечатлеть в монетных легендах важные события своего правления. Захватив Мериду Леовигильд выпустил специальную монету с легендой «Мерида. Победа» (EMERITA VICTORIA). После завоевания Севильи были выпущены монеты с надписью: «С Богом завоевал он Севилью» (CVM DEO SPALI ADQVISITA). После занятия Кордовы надписи гласили: «Он дважды захватил Кордову» (CORDVBA BIS OPTINUIT).
Присоединение Галисии с её золотыми рудниками позволило вестготскому королю получить более прочную материальную базу для своего монетного дела. Здесь располагалась приблизительно половина рудников, разрабатывавшихся вестготами.
Правда, единого монетного двора у вестготов так и не было создано, но все монеты, чеканенные в разных местах (а монетный двор отмечался на монете), в принципе следовали одному образцу. Установил Леовигильд и единый вес монет. Ранее в Вестготском королевстве ходили триенсы как византийского типа весом в 1,52 г, так и более лёгкие свевского типа. Отныне же все монеты стали выпускаться весом в 1,5 г. Приближая вес своей монеты к византийскому стандарту, Леовигильд подчёркивал, что она не менее полноценная и полновесная, чем имперская.
В Вестготском королевстве чеканились в основном триенсы (или тремиссы), являющиеся третью частью солида, в то время как в законах все штрафы и налоги определялись в целых солидах, которые реально в королевстве не ходили и являлись лишь счётной единицей, что могло быть вызвано недостатком металла. Вестготские монеты имели сравнительно небольшое экономическое значение. Они были только золотые и уже по этому не приспособленные для повседневной внутренней торговли. В большей степени они использовались в торговле внешней, а также для уплаты налогов и штрафов и для платы воинам. А главное — монеты были символом власти и богатства, и наглядным средством пропаганды. Выпуская монеты, полностью отличные от имперских, Леовигильд подчёркивал своё положение монарха, равноправного с императором.

#### Свод законов Леовигильда
Целям внутренней консолидации государства служила и новая кодификация вестготского права. С этой целью в 578—580 годах был произведён пересмотр свода законов Кодекса Эйриха и Римского Закона Вестготов (Бревиарий Алариха) и создан новый Пересмотренный кодекс (Codex revisus). Как отмечает Исидор Севильский: «Что касается законов, то он исправил те, что были введены Эйрихом, добавив те, которых не было, и удалив лишние.» И в данном случае Леовигильд мог вдохновляться примером Юстиниана, при котором был создан новый и всеобъемлющий кодекс римского права. Но главным было всё же другое: необходимо было создать новый свод законов, отражающий уже новое время и новый уровень правового мышления; его статьи были пересмотрены в направлении дальнейшей романизации германского права. Так, к римскому праву восходит признание равных прав на наследство у дочерей и сыновей. Леовигильд отменил существовавший до сих пор запрет на браки между римлянами и готами, тем более что он и без того, как говорит законодатель, чрезвычайно часто нарушался. Так как с выпуском Пересмотренного Кодекса, вероятно, устранялось и особое положение готов в суде, кажется очевидным, что основной целью законодательной деятельности Леовигильда было окончательное уравнение в правах обеих этнических групп вестготского государства.
До нас кодификация Леовигильда дошла лишь в составе Редакции Реккесвинта; восходящие к Пересмотренному Своду Леовигильда законы обозначаются там как «древние». Хотя только Судебная Книга Реккесвинта (Liber Iudiciorum) явным образом запретила пользоваться другими юридическими кодексами, можно предположить, что Римский Закон Вестготов вышел из употребления уже с появлением свода Леовигильда.

### Последние годы правления

#### Подчинение государства свевов
Последние годы правления Леовигильда протекли относительно спокойно и мирно. Подчинение королевства свевов больше не составляло никаких сложностей. Воспользовавшись неурядицами и борьбой за престол, наступившими в Свевском государстве после смерти Миро, в 585 году вестготы вторглись на их территорию, захватили короля Аудеку, его столицу и его сокровища. Пленный король был пострижен в монахи. Франки пытались оказать свевам помощь и послали им торговый флот. Однако, корабли, отплывшие из Галлии в Галисию, были разграблены по приказанию короля Леовигильда, товары отняты, люди избиты и умерщвлены, а некоторые уведены в плен. Лишь немногим из них каким-то образом удалось спастись. После подавления полководцами Леовигильда восстания короля свевов Маларика, государство свевов стало провинцией Вестготского королевства.

#### Война с франками
Несколько сложнее было справиться с королём Франкского королевства Бургундия Гунтрамном, попытавшимся захватить Септиманию. В 585 году два франкских войска двинулись на Ним и Каркассон. Однако плохо управляемые войска, ведомые неспособными военачальниками, убивали и грабили жителей своей же собственной страны, устраивали пожары, не гнушаясь даже ограблением церквей и убийством церковнослужителей. Первое войско дойдя до Каркассона, вошло в него без всякого сопротивления, так как жители добровольно открыли ворота. Потом же, не известно по какому поводу, между ними и жителями города возникла схватка, и они, потеряв в этой стычке своего военачальника графа Теренциола, оставили город. Воины второй армии дошли до Нима, ограбили всю область, сожгли дома, выжгли посевы, вырубили оливы, порубили виноградники, но, не будучи в состоянии причинить вреда укрывшимся за стенами жителям, отправились в другие города. И так как эти города были сильно укреплены, вполне обеспечены продовольствием и остальными необходимыми вещами, то воины, опустошая пригороды этих городов, не смогли проникнуть внутрь.
Леовигильд послал против них сына Реккареда с большим войском. Войскам Гунтрамна пришлось перейти к оборонительным действиям и отступить. Отступление проходило по территориям ими же самими разграбленными и выжженными при наступлении, поэтому воины Гунтрамна стали страдать от голода и умирать. К тому же и готы, нападая на них из тайных засад, многих из них ограбили и убили. К нападениям готов присоединились и нападения жителей их же собственной страны, которым солдаты Гунтрамна принесли столько несчастья. Потеряв от мора и в этих стычках, по словам Григория Турского, более пяти тысяч человек и побросав не только награбленное, но и своё имущество, войска Гунтрамна возвратилось восвояси, не совершив ничего достойного.
Реккаред же перешёл в наступление, занял крепость Кабаре и опустошил большую часть области Тулузы, и многих увёл в плен. Затем он, в результате мощного штурма, овладел хорошо укрепленной крепостью Угерн (Бокер в Арльской провинции), расположенную на берегу реки Родан (Рона). Затем он вместе с захваченным имуществом и пленными заперся в городе Ниме. Король Гунтрамн спешно укреплял границы своего королевства.
В следующем 586 году Реккаред продолжил действия против франков в Септимании, дошёл до Нарбонны и, захватив богатую добычу, вернулся к отцу на родину победителем. Во время правления Леовигильда мир, несмотря на многочисленные дипломатические контакты, так и не был заключен.

### Итоги правления Леовигильда
В целом период правления Леовигильда можно оценить положительно. К моменту своей смерти король вестготов выполнил большую часть своих внешнеполитических планов. Политическое объединение Пиренейского полуострова сделало значительный шаг вперед. В состав государства были включены не только остававшиеся до сих пор автономными области Испании, но и государство свевов; византийцы были отброшены к побережью, были отбиты франкские нападения. Причём, подчинение почти всей Испании было не только номинальным, но и реальным. Правда, трудно сказать, насколько реальным было господство над васконами (басками); возможно, что при Леовигильде они были действительно подчинены, хотя позже это подчинение практически снова исчезло.
В равной степени удачно проходила и внутренняя политика Леовигильда. Силы вестготской знати были подорваны. Для укрепления находившейся в упадке королевской власти он не удовольствовался усмирением знати, но и возродил основы королевского достоинства. С 580 года столицей государства становится Толедо. Кордова после её повторного завоевания Леовигильдом также стала важным опорным пунктом, обеспечивавшим вестготскую власть в Бетике. Леовигильд создал 8 провинций (579), во главе которых были поставлены королевские представители.
И все-таки краеугольный камень политического единства, единство конфессиональное, так и не был заложен. В этом отношении попытка Леовигильда сплотить своё государство, взяв за основу незначительно видоизмененное арианство, вызвала волнения, обременившие правление его сына и преемника Реккареда.
Леовигильд правил 18 лет и умер естественной смертью в Толедо во второй половине апреля или в начале мая 586 года.

### Семья
- Имя первой жены Леовигильда в современных ему источниках не упоминается. Григорий Турский и Иоанн Бикларский в своих сочинениях сообщают, что у Леовигильда была первая жена, которая умерла, оставив ему двух сыновей, но не называют её имя. На основании того, что сыновья Леовигильда к 573 году достигли совершеннолетия и отец смог их назначить соправителями, первый раз жениться Леовегильд должен был в 550—555 годах. Крупнейший специалист по испанской генеалогии Луис де Саласар-и-Кастро (1658—1734) утверждает, что первую жену Леовигильда звали Феодосия, и что она происходила из иберо-римской семьи. Она была дочерью Северина из Картахены и его жены Феодоры.[73] Таким образом она должна являться сестрой епископов Леандра Севильского, Исидора Севильского и Фульгенция Эсихского, а также аббатисы Флорентины. Однако на каком источнике основано это его заявление не уточняется. Так как в его генеалогические таблицы включены многочисленные ошибки, данную информацию следует рассматривать с осторожностью.
  - Герменегильд
  - Реккаред I
- Гоисвинта — вдова предыдущего короля Атанагильда. На ней Леовигильд женился после смерти своей первой жены в 569 году.[2] Гоисвинта пережила Леовигильда и умерла в 589 году.[74]

## Комментарии
1. ↑  Дитрих Клауде («История вестготов») локализует Амайю в провинции Бургос, считая её центром племени кантабров. Однако, возможно, здесь описываются два различных похода Леовигильда — против кантабров (на севере Испании) и против города Амайи (Varegia, Amaya) в Андалусии (на юге Испании).
2. ↑  Дитрих Клауде («История вестготов») придерживается версии, что Аспидий — это личное имя захваченного вместе со своей семьёй и казной местного царька и локализует Арегийские горы где-то на северо-западе Испании, но без точного указания местоположения. Можно предположить, что здесь был поход не на север Испании, а на юг. Название Арегийских гор напоминает упомянутый под 574 годом город в Андалузии Varegia, Amaya, а Аспидий (Aspidium, Aspis) — это Aspe, город в пров. Аликанте.